# لی میونگ-جو
لی میونگ-جو (انگلیسی: Lee Myung-joo؛ زادهٔ ۲۴ آوریل ۱۹۹۰) یک بازیکن فوتبال اهل کره جنوبی است.
وی سابقه ۱۴ بازی و ۱ گل ملی برای تیم ملی فوتبال کره جنوبی در کارنامه دارد.